# Конференция в Сенека-Фолсе

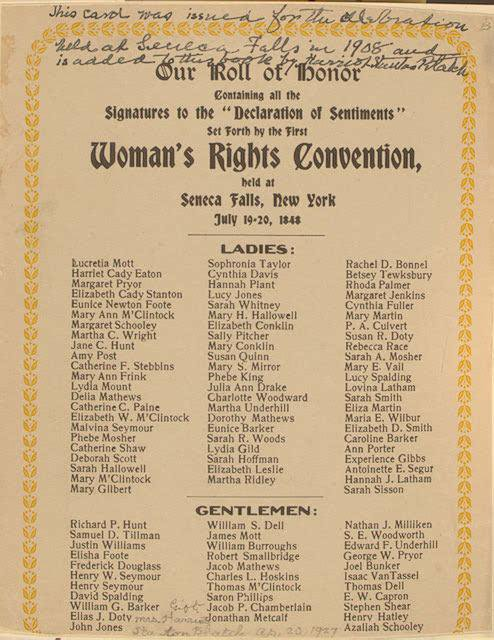
Список подписантов «Декларации чувств»

Конференция в Сенека-Фолсе была первым открытым съездом сторонников равноправия женщин. Организаторы рассматривали мероприятие как «конференцию для обсуждения социального, гражданского и религиозного положения и прав женщин». Обсуждение проходило в городке Сенека-Фолс, штат Нью-Йорк, с 19 по 20 июля 1848 года. Оно привлекло внимание широкой общественности, и вскоре состоялся ряд других конференций по правам женщин, в том числе прошедшая через две недели конференция по правам женщин в г. Рочестер, штат Нью-Йорк, и, первая из серии ежегодных национальных конференций по правам женщин, конференция 1850 года в г. Вустер, штат Массачусетс.
Местные женщины-квакеры организовали встречу с Элизабет Кейди Стэнтон. Они запланировали мероприятие на время посещения этих мест Лукрецией Мотт из Филадельфии. Л. Мотт была квакером и славилась своими ораторскими способностями, что было редкостью среди женщин, не являющихся квакерами, в частности потому что в ту эпоху женщинам, как правило, не разрешалось выступать на публике.
Конференция состояла из шести сессий и включала лекцию по праву, чтение юмористической пьесы и многочисленные дискуссии о роли женщин в обществе. Э. Стэнтон и женщины-квакеры подготовили два документа: Декларацию чувств (или Декларацию убеждений, англ. Declaration of Sentiments) и прилагающийся к ней список резолюций, которые должны были обсуждаться и корректироваться перед окончательным подписанием. В ходе обсуждения возникли ожесточённые споры относительно пункта о праве женщин голосовать на выборах. Многие, в том числе Л. Мотт, призвали исключить эту резолюцию, но Фредерик Дуглас, который был единственным участником-афроамериканцем, красноречиво высказался за неё, и резолюция о женском избирательном праве была сохранена. Из трёхсот присутствующих документ подписали сто человек, большую часть которых составили женщины.
Ряд современников, в том числе Лукреция Мотт, видели в этой конференции важный шаг в цепи многих других усилий женщин по отстаиванию своих основополагающих социальных, гражданских и моральных прав, а некоторые считали конференцию революционным началом борьбы женщин за полное равенство с мужчинами. Мнение Элизабет Стэнтон о том, что конференция в Сенека-Фолсе положила начало движению за права женщин, нашло своё отражение в книге «История избирательного права женщин», написанной ею совместно с другими авторами.
По словам историка Джудит Уэллман, Декларация чувств стала важнейшим источником информирования общественности по всей стране о движении за права женщин, как в 1848 году, так и в последующие годы. К моменту начала национальной конференции по правам женщин в 1851 году вопрос о праве женщин голосовать стал основным пунктом в повестке движения за права женщин в Соединённых Штатах. Подобные конференции проводились ежегодно вплоть до начала американской гражданской войны в 1861 году.

## Предыстория

### Движение за реформы
Десять лет, предшествовавших 1848 году, были отмечены периодическими выступлениями немногочисленных женщин-активисток против ограничений, налагаемых на них обществом. Находились мужчины, которые содействовали этим усилиям. Так, в 1831 году преподобный Чарльз Грандисон Финни разрешил женщинам молиться вслух на общих собраниях мужчин и женщин. Движение, известное как Второе Великое пробуждение, оспаривало традиционные роли женщин в религии. Паулина Райт Дэвис, вспоминая в 1870 году те события, назвала решение Ч. Финни исходным пунктом движения за права женщин в Америке.

### Аболиционизм
Начиная с 1832 года, аболиционист и журналист Уильям Ллойд Гаррисон организовал ряд ассоциаций по борьбе с рабством, которые поощряли стремление женщин к всестороннему участию в жизни общества. Идеи Гаррисона не приветствовались большинством других аболиционистов, и те, кто не хотел привлекать женщин к движению, расстались с ним, чтобы сформировать другие аболиционистские союзы.
Некоторые женщины получили известность благодаря своим произведениям и публичным выступлениям по вопросу об отмене рабства. В 1830-х годах Лидия Мария Чайлд в своих письменных произведениях призывала женщин открыто выражать своих взгляды, а Фрэнсис Райт была автором книг о правах женщин и социальных реформах. В конце 1830-х годов сестры Гримке публично изложили свои взгляды на рабство; как и Эбби Келли, они инициировали обсуждение возможности совместных собраний мужчин и женщин в Американском обществе по борьбе с рабством У. Л. Гаррисона. Хотя эти женщины в основном выступали с лекциями о порочности рабства, сам факт публичного выступления женщины заслуживал внимания как основание для утверждения прав женщин. В 1836 году Эрнестина Роуз начала читать группам женщин лекции по теме «Наука управления», в которых шла речь о признании политических прав женщин.
В 1840 году по настоянию У. Л. Гаррисона и Уэнделла Филлипса Лукреция Коффин Мотт и Элизабет Кейди Стэнтон отправились со своими мужьями и другими американскими мужчинами и женщинами-аболиционистами в Лондон на первый Всемирный конгресс по борьбе с рабством, будучи готовы к тому, что предложение Филлипса допустить женщин к участию в конгрессе вызовет споры. В Лондоне после продолжавшихся целый день дебатов предложение было отклонено; женщинам было разрешено слушать, находясь в отдалении, на балконе, но им не разрешалось выступать и голосовать. В Лондоне Лукреция Мотт и Элизабет Стэнтон сблизились и на обратном пути начали строить совместные планы по организации конгресса, который целиком был бы посвящён правам женщин. В 1842 году Томас Макклинток и его жена Мэри Энн стали членами-учредителями Западного Нью-Йоркского общества по борьбе с рабством, а также помогли написать его конституцию. Фредерик Дуглас, переехав в 1847 году в Рочестер, присоединился к Эми и Айзеку Пост и семье Макклинток, трудившимся в то время в Американском обществе по борьбе с рабством.

### Права женщин
В Бостоне в 1839 году Маргарет Фуллер стала проводить мероприятия, напоминающие французские салоны, где собирались женщины, заинтересованные в обсуждении «больших вопросов», стоящих перед их полом. В них участвовала и София Рипли. В 1845 году М. Фуллер опубликовала эссе «Великий иск», где просила женщин заявить о себе как о самоопределяющихся личностях.
В 1840-е годы женщины в Америке стремились к тому, чтобы взять свою жизнь в собственные руки. Мужья и отцы активно вмешивались в их жизнь, и многие социальные лифты для женщин того времени были недоступны.
Государственные законы и общее право запрещали женщинам наследовать имущество, подписывать контракты, быть присяжными и голосовать на выборах. Перспективы женщин в сфере занятости были безрадостными; они могли рассчитывать лишь на ограниченное количество рабочих мест в сфере обслуживания, получая вознаграждение за ту же работу вдвое меньше, чем мужчины. В 1841 году в Массачусетсе София Рипли и её муж Джордж Рипли основали Брукфарм, — это была попытка найти способ мужчинам и женщинам работать вместе, причём женщины должны были получать такую же плату за труд, как и мужчины. Эксперимент не удался.
Осенью 1841 года Элизабет Кейди Стэнтон впервые публично произнесла речь о важности Движения за трезвость перед 100 женщинами в г. Сенека-Фолс. Она написала своей подруге Элизабет Дж. Нил, что тронула и публику, и себя до слёз: «Своей речью я внесла лишь малую толику в дело отстаивания прав женщин, и я делаю это в каждой своей частной беседе».
Лукреция Мотт встретилась с Элизабет Кейди Стэнтон в Бостоне в 1842 году, и они снова обсудили возможность проведения конгресса, посвящённого правам женщин. Следующая их встреча состоялась в 1847 году, после чего Э. Стэнтон перебралась из Бостона в Сенека-Фолс.
С 1846 года женские группы во главе с Лукрецией Мотт и Паулиной Райт Дэвис провели несколько публичных встреч в Филадельфии. В 1847 году начал формироваться широкий круг аболиционистов, поддерживающих движение за права женщин, которые обсуждали возможность проведения конгресса, целиком посвящённого правам женщин. В октябре 1847 года Люси Стоун впервые публично выступила с речью на тему прав женщин под названием «Провинция женщин» в церкви её брата Боумана Стоуна в Гарднере, штат Массачусетс.
В марте 1848 года Гаррисон, семья Мотт, Эбби Келли Фостер, Стивен Саймондс Фостер и другие провели в Бостоне собрание, где обсуждались способы добиться упразднения законов, устанавливающих для рабочих только один выходной день в неделю (воскресенье). Лукреция Мотт и две другие женщины активно проявили себя в исполнительном комитете, а Л. Мотт также выступила перед собранием. Она подняла вопросы о правильности слепого следования религиозным и социальным традициям.

### Политические достижения
7 апреля 1848 года в ответ на обращение граждан Ассамблея штата Нью-Йорк приняла Закон о собственности замужней женщины, предоставив женщинам право сохранять имущество, которое у них было до вступления в брак, а также имущество, которое они приобрели, находясь в браке. Кредиторы не могли воспользоваться имуществом жены, чтобы получить выплаты по долгам мужа. В 1846 году сторонники этого закона выпустили брошюру, вероятно, созданную судьёй Джоном Файном, которая апеллировала к Декларации независимости Соединённых Штатов, и где утверждалось, что «все люди созданы свободными и равными…», и что это относится в равной мере к обоим полам. «Женщины, как и мужчины, имеют право во всей полноте осуществлять своё дарованное свыше предназначение в этой жизни». В марте 1848 года группа из 44 замужних женщин из западной части штата Нью-Йорк направила Ассамблее письмо, где говорилось:
Ваша Декларация независимости провозглашает, что правительства получают свои справедливые полномочия с согласия граждан, которыми они управляют. И поскольку женщины никогда не были представлены в этом правительстве и никогда не были признаны этим правительством, очевидно, что в вопросах справедливости от них нельзя ожидать лояльности… Наши многочисленные ежегодные ходатайства об этом самом желанном предмете были проигнорированы, теперь мы просим ваш досточтимый орган отменить все законы, в которых замужние женщины ещё более ограничены в своих правах, чем младенцы, идиоты и сумасшедшие.
Через несколько недель Генеральная ассамблея Пенсильвании приняла аналогичный закон о собственности замужних женщин, в чём была большая заслуга Лукреции Мотт и других активистов. Эти прогрессивные законы штата были восприняты американскими женщинами как знак новой надежды на улучшение ситуации с правами женщин.
2 июня 1848 года в Рочестере, штат Нью-Йорк, Джеррит Смит был выдвинут кандидатом в президенты от Партии свободы. Дж. Смит был двоюродным братом Э. Стэнтон, и каждый раз, когда он приходил к ней в гости, они полемизировали и обсуждали политические и социальные проблемы. На Конгрессе по национальной свободе, состоявшемся 14-15 июня в Буффало, штат Нью-Йорк, Дж. Смит выступил с официальной речью, где, в том числе, прозвучало требование «всеобщего избирательного права в самом широком смысле; то есть женщины, также как и мужчины должны быть наделены правом голоса». При обсуждении своей партийной платформы делегаты поддержали эту концепцию: «Ни здесь, ни в какой-либо другой стране мира избирательное право не предоставлено обоим полам. Это всеобщее исключение женщины… убедительно доказывает, что пока ещё не существует такой нации, которая бы преодолела варварство и, следовательно, прониклась христианскими ценностями, чтобы позволить женщине стать равноправным представителем человеческого рода». На этом конгрессе было подано пять голосов с требованием избрать Л. Мотт вице-президентом в компании Дж. Смита. Впервые в истории Соединённых Штатов женщина была выдвинута на должность в федеральном исполнительном органе.

### Влияние квакеров
Многие квакеры обосновались в западной части штата Нью-Йорк, недалеко от г. Сенека-Фолс. Наиболее прогрессивные представители Религиозного общества Друзей жили в посёлке Уотерлу, округ Сенека, штат Нью-Йорк. Эти квакеры стремились к таким супружеским отношениям, в которых мужчины и женщины работали и строили свою жизнь на равноправных началах.
Семья квакеров Макклинток перебралась в Уотерлу из Филадельфии. Они арендовали дом у Ричарда Ханта, богатого квакера и бизнесмена. Семья Макклинток и Р. Хант выступали против рабства; они были участниками бойкота продуктов, произведённых рабским трудом, а их дома служили перевалочным пунктом для беглых рабов из южных штатов.
Хотя женщины-квакеры с 1660-х годов публично проповедовали, писали и могли быть лидерами в своём сообществе, а, согласно традиционным квакерским принципам, мужчины и женщины были равны, тем не менее, женщины-квакеры проводили деловые собрания отдельно от мужчин. В 1840-х годах некоторые квакеры-хикситы решили проводить объединённые деловые собрания женщин и мужчин, свидетельствуя тем самым об их духовном равенстве. В июне 1848 года около 200 хикситов, включая семьи Хант и Макклинток, сформировали ещё более радикальную квакерскую группу, известную как Годовое собрание конгрегационных или прогрессивных Друзей. Прогрессивные Друзья намеревались добиться ещё большего усиления влияния женщин в делах веры. Они учредили совместные деловые собрания, где мужчины и женщины могли высказываться на равных правах.

## Планирование
Летом 1848 года Лукреция и Джеймс Мотт отправились в путешествие по центральной и западной частям штата Нью-Йорк; в их цели, наряду с прочим, входило посещение резервации Каттарогус индейского племени сенека и бывших рабов, обосновавшихся в канадской провинции Онтарио. Лукреция Мотт присутствовала на собрании, после которого прогрессивные Друзья отделились от квакеров-хикситов. Они также навестили сестру Лукреции, Марту Коффин Райт в г. Оберн, штат Нью-Йорк, где Л. Мотт выступила с проповедью перед заключённым тюрьмы штата. Умения Лукреции Мотт и её ораторское искусство привлекали многих людей, куда бы она ни направлялась.

### Объявление
В воскресенье 9 июля 1848 года после квакерского молитвенного собрания Лукреция Коффин Мотт встретилась на чаепитии в доме Хантов в Уотерлу с Мэри Энн Макклинток, Мартой Коффин Райт (беременной сестрой Л. Мотт), Элизабет Кейди Стэнтон и Джейн Хант. Возможно, вместе с М. Э. Макклинток пришли её две старшие дочери: Элизабет и Мэри Энн-младшая. Джейн Хант родила две недели тому назад и ухаживала за ребёнком дома. За чаем Э. Стэнтон, единственная неквакер из присутствующих, высказала давно копившееся недовольство по поводу подчинённого положения женщины в обществе. Пятеро участниц чаепития решили созвать конгресс по правам женщин в ближайшее время, пока семья Мотт не покинула эти места; они составили объявление, которое предполагалось опубликовать в Seneca County Courier. Объявление начиналось со слов: «КОНГРЕСС ПО ПРАВАМ ЖЕНЩИН — Конгресс для обсуждения социального, гражданского и религиозного положения и прав женщин». В объявлении сообщалось, что 19 июля, на заседание первого дня, приглашаются только женщины, но во второй день могут присутствовать как женщины, так и мужчины, и перед ними выступит Лукреция Мотт. 11 июля было опубликовано первое объявление, уведомляющее читателей о том, что через восемь дней состоится открытие конгресса. Другие газеты, такие как, принадлежащая Дугласу The North Star, напечатали это объявление 14 июля. Местом собрания была назначена Уэслианская методистская часовня в г. Сенека-Фолс. Построенная приходом аболиционистов при частичном финансировании Ричардом Хантом, часовня была традиционным местом для чтения лекций по наиболее дискуссионным социальным проблемам, и её сочли единственным достаточно большим зданием в этом районе, способным вместить участников конгресса.

### Декларация, претензии, резолюции
В воскресенье, 16 июля, в своём доме в Уотерлу Мэри Энн Макклинток провела небольшое собрание, посвящённое планированию конгресса. М. Э. Макклинток и её старшие дочери, Элизабет и Мэри Энн-младшая, обсудили с Элизабет Стэнтон перечень резолюций, которые будут представлены для утверждения конгрессом. Каждая из женщин внесла свой вклад в обсуждение и формулирование десяти резолюций. В резолюциях выдвигались требования равенства в семье, образовании, работе, религии и нравственности. Одна из женщин семьи Макклинток предложила в качестве образца для декларации, которую они собирались представить на конгрессе, Декларацию независимости США 1776 года. Затем в гостиной на круглом, трёхногом чайном столе из красного дерева была составлена Декларация чувств. Э. Стэнтон изменила несколько слов в тексте Декларации независимости, чтобы сделать его подходящим для заявления женщин, заменив «Историю нынешнего короля Великобритании» «Историей человечества» в качестве канвы для описания «мужской узурпации женщин». Участницы собрания добавили фразу «и женщины», чтобы предложение звучало «… все мужчины и женщины были созданы равными…». Во второй части декларации был представлен список претензий.
С 16 июля по 19 июля Э. Стэнтон редактировала претензии и резолюции, находясь у себя дома. Генри Брюстер Стэнтон, юрист, политик и муж Элизабет Стэнтон, помог обосновать документ, приведя «выдержки из законов о собственности, ущемляющих права женщин». От себя Э. Стэнтон добавила в список претензий и резолюций более радикальный пункт — вопрос об избирательных правах женщин. К претензиям она добавила следующее: «Женщине никогда не было позволено осуществлять своё неотъемлемое право на участие в выборах», и в Декларации чувств она добавила строку о мужчине, лишающем женщину «избирательного права, тем самым лишая её представительства в законодательных органах». Затем Э. Стэнтон скопировала Декларацию и резолюции в окончательный проект документа для представления конгрессу. Когда Генри Стэнтон увидел пункт об избирательном праве женщин, он предупредил жену: «Вы обратите все дело в фарс». Как и большинство людей своего времени, он не был сторонником женского избирательного права. Поскольку Генри Стэнтон намеревался участвовать в выборах, он заранее покинул Сенека-Фолс, чтобы его нельзя было заподозрить в связи с мероприятием, продвигающим столь непопулярную идею. Э. Стэнтон попросила сестру Харриет Кейди Итон сопровождать её; Итон взяла с собой своего маленького сына Даниэля.
16 июля Лукреция Мотт прислала записку Элизабет Стэнтон, заранее извиняясь за то, что Джеймс Мотт не сможет принять участие в первом дне конгресса по состоянию здоровья. Лукреция Мотт также сообщала, что с ней прибудет её сестра Марта Райт, и что обе они будут участвовать в конгрессе все два дня.

## Первый день
Утром жаркого солнечного дня 19 июля 1848 года, около 10 часов утра, оргкомитет прибыл к часовне Уэслианской методистской церкви. Там его встретила толпа, собравшаяся снаружи перед закрытыми дверями часовни. Юного племянника Э. Стэнтон Даниэля подсадили к открытому окну, чтобы он отпер двери изнутри. Несмотря на то, что первая сессия была объявлена открытой исключительно для женщин, несколько детей обоего пола пришли вместе с их матерями, и около 40 мужчин изъявили желание присутствовать. Мужчин не удалили, но попросили их воздерживаться от высказываний. 26-летняя Мэри Энн Макклинток-младшая была назначена секретарём, чтобы вести запись.

### Утренняя сессия

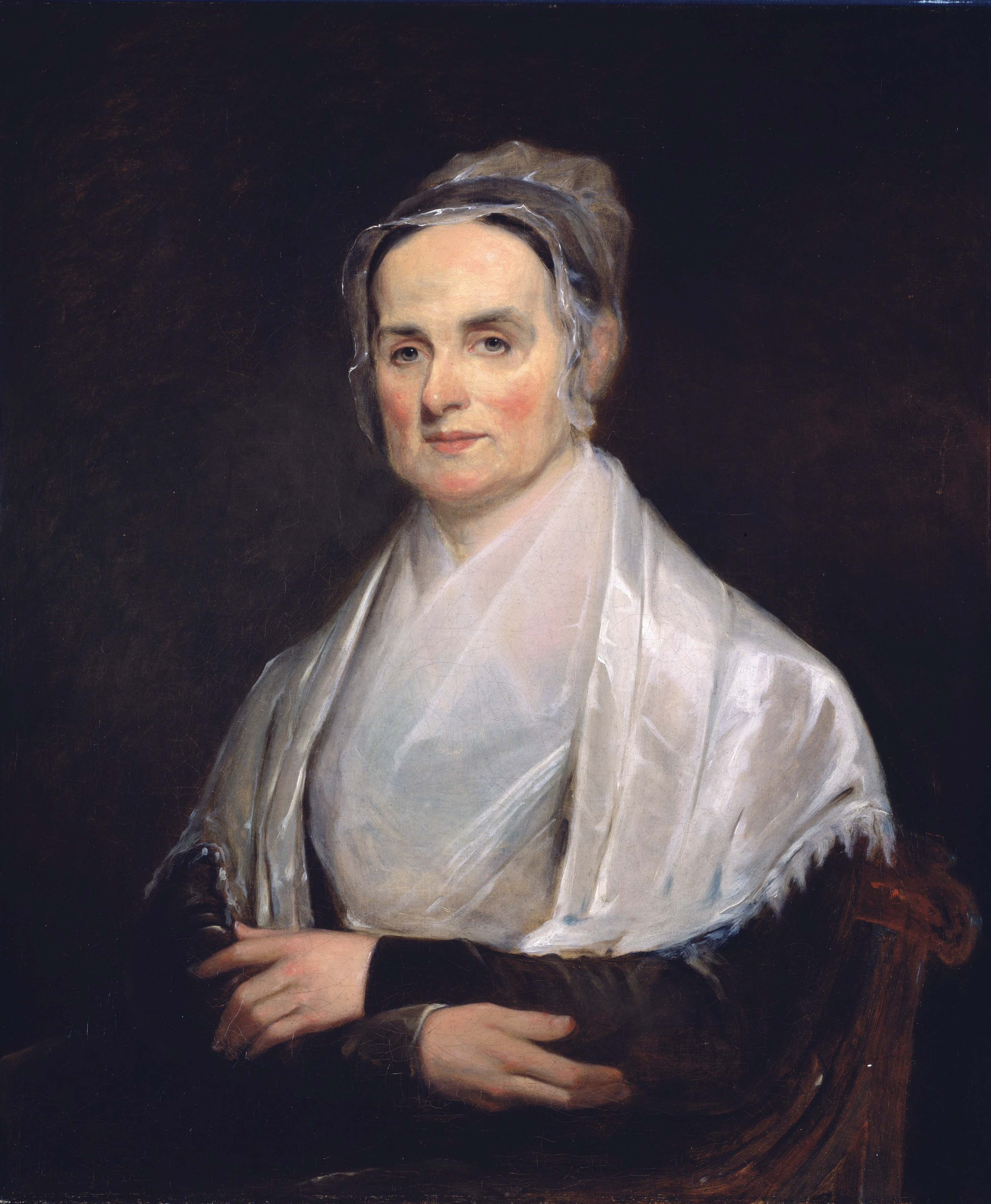
Лукреция Мотт. Её называли «духовным двигателем мероприятия».

В 11 часов конгресс был открыт выступлением Элизабет Стэнтон, которая обратилась к каждой из присутствовавших женщин с призывом принять ответственность за свою собственную жизнь и «осознать высоту, глубину, длину и ширину её собственного упадка». Лукреция Мотт призвала всех обсудить причины создавшегося положения. Э. Стэнтон прочла аудитории целиком Декларацию чувств, а затем повторила каждый абзац по отдельности, чтобы можно было подробно обсудить его и внести изменения. Был поднят вопрос о том, будут ли под Декларацией стоять подписи мужчин. Причём собрание склонялось к положительному решению, но предложение все же отложили до следующего дня, когда ожидалось участие мужчин. Первая сессия завершилась в 14:30.

### Вторая половина дня
После паузы, позволившей передохнуть от жары, Элизабет Стэнтон открыла дневную сессию, а затем к аудитории обратилась Лукреция Мотт. Декларация чувств была вновь прочитана присутствующим, и в неё внесли дополнительные изменения. Затем прочли вслух и обсудили одиннадцать резолюций (с учётом добавленного Э. Стэнтон положения об избирательном праве женщин). Л. Мотт прочла юмористическую газетную пьесу, написанную её сестрой Мартой Райт, в которой Райт задавалась вопросом, почему после того, как измученная мать переделала кучу ежедневных дел, которые взвалены на неё, но не на её мужа, именно её так «щедро одаривают» всякого рода нравоучительными советами. Затем выступила с речью 27-летняя Элизабет У. Макклинток, и на этом официальная часть конгресса завершилась.

### Вечерняя речь
Вечернее собрание было открыто для всех, и Лукреция Мотт выступила перед большой аудиторией. Она рассказала о прогрессе, достигнутом другими движениями за общественные реформы, и представила своим слушателям социальный и моральный контекст борьбы за права женщин. Затем она обратилась к присутствующим мужчинам с призывом помочь женщинам добиться того равенства, которого они заслуживают. Редактор The National Reformer, газеты в г. Оберн, штат Нью-Йорк, писал, что импровизированная вечерняя речь Л. Мотт была «одним из самых выразительных, логичных и глубокомысленных выступлений, какие мы когда-либо слышали».

## Второй день
На второй день пришло много людей, причём большую часть аудитории составляли мужчины. Амелия Блумер прибыла с опозданием и заняла место наверху на балконе, так как в основной части зала свободных мест уже не было. Квакер Джеймс Мотт чувствовал себя достаточно хорошо, чтобы присутствовать на конгрессе и взять на себя роль председателя на утренней сессии; идея, что женщина может председательствовать на общем собрании мужчин и женщин, была все ещё слишком радикальной.

### Утренняя сессия второго дня
После того, как Д. Мотт открыл собрание, были прочитаны протоколы предыдущего дня, и Э. Стэнтон представила конгрессу Декларацию чувств. В отношении претензии «у женщины отняты все права на собственность, даже на её заработную плату», член Ассамблеи Ансель Баском заявил, что недавно был на Ассамблее штата Нью-Йорк, которая приняла Закон о собственности замужней женщины. А. Баском подробно рассказал о правах собственности, которые были предоставлены замужним женщинам, включая права на имущество, приобретённое после вступления в брак. При дальнейшем обсуждении Декларации были учтены замечания Фредерика Дугласа, Томаса и Мэри Энн Макклинток и Эми Пост; документ был принят единогласно. Вопрос о подписях участников мужского пола был решён путём создания двух разделов: в одном ставили свои подписи женщины, в другом, следующим за ним — мужчины. Декларацию чувств подписали сто из трёхсот участников, в их числе 68 женщин и 32 мужчины. Амелия Блумер была в числе участников Конгресса, не поддержавших Декларацию. В то время она была занята проблемами движения по сокращению потребления алкоголя. А. Баском был самым известным участником из тех, кто не подписал Декларацию. The National Reformer писал, что те, кто, по-видимому, счёл Декларацию «слишком дерзкой и экстремистской», в том числе адвокаты, которые, как известно, выступают против равноправия женщин, «не смогли создать какой-либо оппозиции, за исключением той, что собралась в соседнем баре».

### Вторая половина дня второго дня

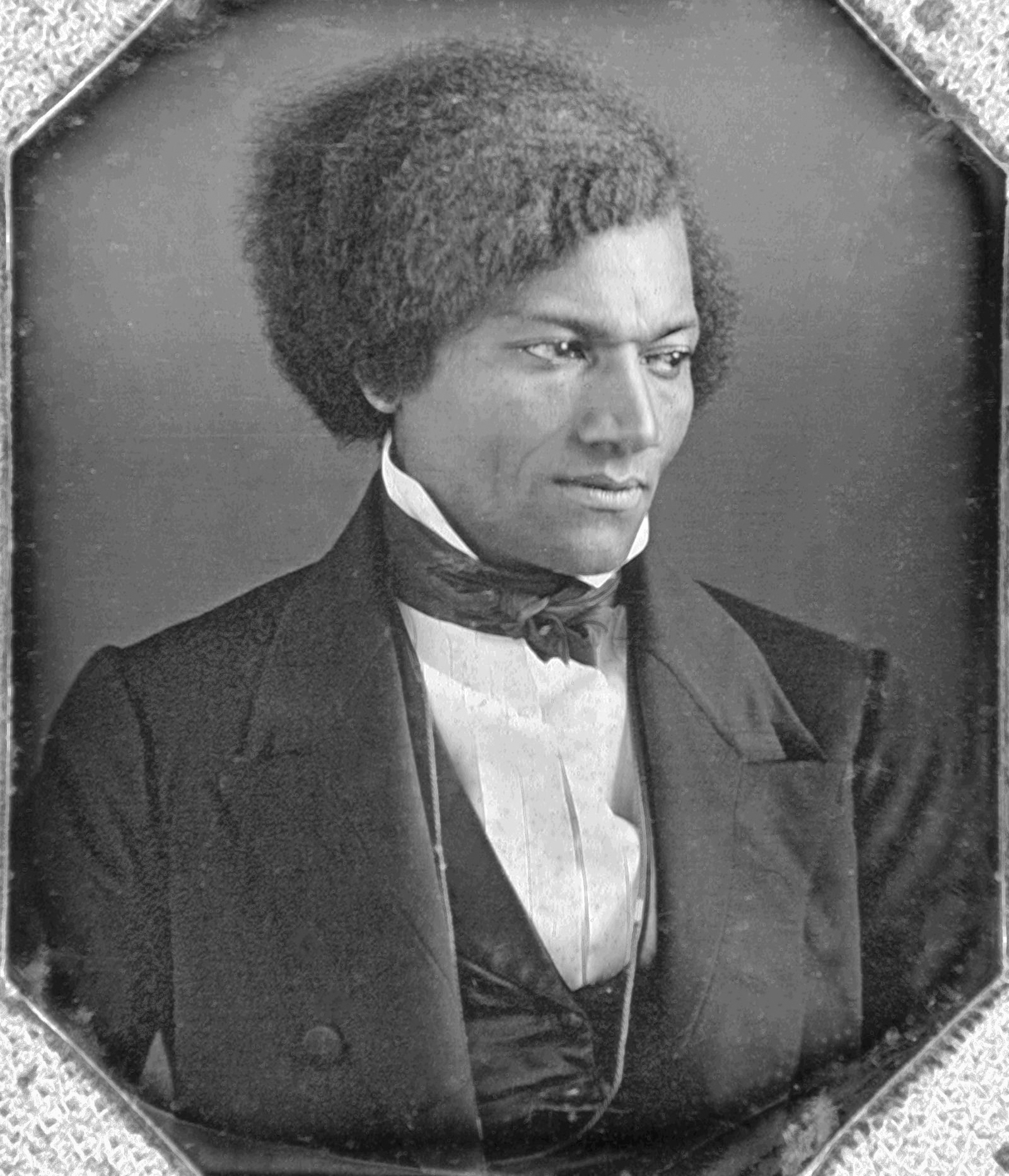
Фредерик Дуглас

Во время дневной сессии одиннадцать резолюций были прочитаны снова, и за каждую из них голосовали в отдельности. Единственным, что вызвало серьёзные разногласия, был добавленный Э. Стэнтон девятый пункт, касающийся избирательного права женщин. Он гласил:
Женщины нашей страны обязаны обеспечить себе священное право на голосование.
Выступившие против этой резолюции утверждали, что из-за неё лишатся поддержки другие, более рациональные требования. Некоторые участники настаивали, что следует сосредоточиться на социальных, гражданских и религиозных правах женщин, не касаясь политических прав. Джеймс и Лукреция Мотт были против резолюции. Лукреция обратилась к Э. Стэнтон со словами: «Лиззи, зачем ты делаешь из нас посмешище?» Э. Стэнтон выступила в защиту концепции избирательного права женщин, заявив, что благодаря этому женщины смогут влиять на будущее законодательство и получать дополнительные права. Затем взял слово единственный присутствовавший на собрании афроамериканец Фредерик Дуглас. Он сказал, что не сможет принять право голосовать как чернокожий, если женщина лишена возможности претендовать на такое право. Ф. Дуглас выразил веру в то, что мир изменится к лучшему, если женщины будут включены в политическую жизнь. «В этом отрицании права женщины на участие в управлении страной проявляется не только унижение женщины и увековечение колоссальной несправедливости, но и самокалечение в отказе от половины моральной и интеллектуальной силы человечества». Яркая и вдохновенная речь Дугласа прозвучала в унисон с настроением многих присутствовавших, и резолюция была принята подавляющим большинством голосов. После этого Л. Мотт предложила завершить сессию.

### Вечерняя сессия второго дня
На вечерней сессии, открытой в 18:30, председательствовал квакер Томас Макклинток. Были прочитаны протоколы, затем Э. Стэнтон прочитала стихотворение собственного сочинения. Вслед за Э. Стэнтон Т. Макклинток прочитал несколько отрывков из законов, предложенных сэром Уильямом Блэкстоном, чтобы показать аудитории основы нынешнего правового положения женщины и её рабской зависимости от мужчин. Затем поднялась Л. Мотт и предложила внести ещё одну резолюцию: «Скорейший успех нашего дела зависит от ревностных и неустанных усилий, как мужчин, так и женщин, необходимых для упразднения монополии мужчин на проповедничество и для обеспечения женщине равного с мужчинами участия в различных профессиях, ремёслах и торговле». Эта двенадцатая резолюция была принята.
Мэри Энн Макклинток-младшая произнесла короткую речь, призывая женщину пробудиться от сна и быть верной себе и своему Богу. Затем снова попросил слова Ф. Дуглас, чтобы выразить свою поддержку женской инициативе. После него в течение часа выступала Л. Мотт, и это было одним из её «самых прекрасных и вдохновляющих воззваний». Хотя ораторское искусство Л. Мотт покорило аудиторию, сама она назвала Элизабет Кейди Стэнтон и Мэри Энн Макклинток «главными авторами идеи и архитекторами» конгресса. Перед закрытием собрания был назначен комитет для редактирования и публикации материалов конгресса, в состав которого вошли Эми Пойнт, Юнис Ньютон Фут, Мэри Энн Макклинток-младшая, Элизабет У. Макклинток и Элизабет Стэнтон.

## Последующие события

### Сообщения в прессе
В местных газетах появились сообщения о конгрессе, как положительные, так и отрицательные. The National Reformer написала, что конгресс «открывает эпоху прогресса и является первым из всех подобных мероприятий, чьё влияние не прекратится до тех пор, пока женщинам не будут гарантированы все права, которыми сейчас пользуется другая половина человечества — права социальные, гражданские и ПОЛИТИЧЕСКИЕ». The Oneida Whig отозвалась о конгрессе неодобрительно, причём о Декларации было написано следующее: «Это самое шокирующее, противоестественное событие, когда-либо зафиксированное в истории женщин. Если наши дамы будут требовать избирательного права и участия в законотворчестве, где, джентльмены, будут наши обеды? Что будет с нашим домашним очагом и дырами в наших чулках?»
Вскоре это событие стало достоянием прессы по всей стране. Отзывы были диаметрально противоположными. Массачусетская The Lowell Courier выразила опасение, что равноправие женщин приведёт к тому, что «мужчинам придётся мыть посуду, заниматься уборкой, стиркой, управляться с метлой, штопать чулки». В Сент-Луисе, штат Миссури, The Daily Reveille провозгласила, что «флаг независимости был поднят во второй раз по эту сторону Атлантики». Хорас Грили в The New York Tribune писал: «Когда честного республиканца трезво и серьёзно вопрошают, какие разумные доводы он может привести, отказывая женщинам в их требовании равного участия с мужчинами в политической жизни, он должен ответить: никаких. Каким бы неблагоразумным и ошибочным ни выглядело их требование, оно является их естественным правом, и таким образом должно быть удовлетворено».

### Реакция в религиозных кругах
Некоторые священники, возглавляющие местные приходы, посетили конгресс в Сенека-Фолсе, но никто из них не выступал в ходе сессий, даже когда было предложено высказываться с места. В воскресенье, 23 июля, многие из присутствовавших на конгрессе, а ещё более те, кто там не был, обрушились с нападками на конгресс, Декларацию чувств и резолюции. Женщины из этих приходов передавали Э. Стэнтон, которая считала действия священников трусливыми, что в их приходах никому не позволено обсуждать эту тему.

### Последующие конгрессы
Подписанты Декларации чувств надеялись, что «череда конгрессов, охвативших всю страну», продолжит начатое ими дело. Используя популярность и харизматичность Лукреции Мотт, которая не планировала задерживаться надолго в штате Нью-Йорк, некоторые из участников событий в Сенека-Фолсе уже две недели спустя организовали Конгресс по правам женщин в Рочестере, штат Нью-Йорк, с привлечением Л. Мотт в качестве основного оратора. В отличие от конгресса в Сенека-Фолсе, на конгрессе в Рочестере был предпринят рискованный шаг по избранию председателем женщины — Абигейл Буш. В течение двух последующих лет, соответствующих периоду становления движения за права женщин, прошли другие региональные и общегосударственные конгрессы по правам женщин в Огайо, Индиане и Пенсильвании.

### Память о событии

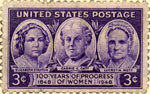
Почтовая марка США, выпущенная к столетию конференции в Сенека-Фолсе

В 1948 году, к столетней годовщине конгресса в Сенека-Фолсе, была выпущена почтовая марка, на которой изображены Элизабет Кейди Стэнтон, Керри Чапмен Кэтт и Лукреция Мотт.
Шарлотта Вудворд была единственной из 100 подписантов, кто оставался в живых к 1920 году, когда была принята Девятнадцатая поправка к Конституции США. Ш. Вудворд чувствовала себя не достаточно хорошо, чтобы проголосовать лично.
В 1980 году в Сенека-Фолсе, недалеко от Уотерлу, основан Национальный исторический парк прав женщин (Women’s Rights National Historical Park), охватывающий в общей сложности 6,83 акров земли (27 600 м².). В парке находятся четыре главных исторических памятника: Уэслианская методистская церковь, которая была местом проведения конгресса в г. Сенека-Фолс, дома Элизабет Кейди Стэнтон и семьи Макклинток, где составлялись Декларация чувств, резолюции и тексты выступлений для конгресса. Уэслианская методистская церковь и дом Макклинток в 1980 году были внесены в Национальный реестр исторических мест.
В 1998 году первая леди Хиллари Клинтон произнесла речь по случаю 150-летия конгресса в Сенека-Фолсе.

## Историография
В 1870 году Паулина Райт Дэвис написала «Историю национального движения за права женщин», получив поддержку своей позиции со стороны многих вовлечённых в эти события суфражисток, включая Л. Мотт и Э. Стэнтон. Версия П. Дэвис отводила конгрессу в Сенека-Фолсе 1848 года второстепенную роль, так же как и другим мероприятиям местного масштаба, которые проводились женскими группами в конце 1840-х годов. Дэвис считает началом национального и международного движения за права женщин Национальный конгресс по правам женщин, состоявшийся в 1850 году в Вустере, штат Массачусетс, куда были приглашены женщины из многих стран, чьё влияние ощущалось на всей территории США и в Великобритании. Э. Стентон, по-видимому, была с этим согласна. В своём обращении к Национальной женской суфражистской ассоциацией (NWSA) в 1870 году, коснувшись темы движения за права женщин, она сказала: «Начало движения в Англии, так же как и в Америке, может быть датировано первым Национальным конгрессом, состоявшимся в Вустере, Массачусетс, в октябре 1850 года».
В 1876 году, на волне празднования столетия нации, Э. Стэнтон и Сьюзан Энтони решили написать более полную историю движения за права женщин. Они обратились за помощью к Люси Стоун, но она отказалась участвовать в проекте, так как считала, что Э. Стэнтон и С. Энтони не будут честны в изображении раскола между Национальной женской суфражистской ассоциацией (NWSA) и Американской женской суфражистской ассоциацией (AWSA). В 1881 году Э. Стэнтон и С. Энтони опубликовали первый том «Истории женского избирательного права», отведя себе главную роль в каждом из важнейших описанных ими событий и приуменьшив вклад Л. Стоун.
По мнению профессора Лизы Тетро, специалиста по истории женщин, конгресс в Сенека-Фолсе занимает центральное место в истории движения за права женщин. Ни Э. Стэнтон, ни С. Энтони не участвовали в конгрессе 1850 года, который ассоциируется в первую очередь с их оппонентами. Вместе с тем, Э. Стэнтон сыграла ключевую роль в конгрессе в Сенека-Фолсе в 1848 году, где Л. Стоун не присутствовала. В начале 1870-х годов Э. Стэнтон и С. Энтони начали позиционировать конгресс в Сенека-Фолсе в качестве исторического начала движения за права женщин, принижая роль Л. Стоун. Л. Тетро указывает на то, что начало движению за права женщин, по всей видимости, было положено ещё прежде событий в Сенека-Фолсе. Однако «История женского избирательного права» сравнительно кратко повествует об этом в трёх начальных главах, первая из которых называется «Предшествующие события». В своей книге Э. Стэнтон не упомянула о том, что пункт о женском избирательном праве был заявлен в предвыборной программе Партии свободы месяцем ранее конгресса в Сенека-Фолсе. Также из её изложения не следует, что конгресс по правам женщин в Вустере, организованный Л. Стоун и П. Дэвис в 1850 году, она считала началом движения за права женщин. Напротив, Э. Стэнтон называет лондонский Конгресс по борьбе с рабством 1840 года моментом рождения «движения за избирательное право женщин, как в Англии, так и в Америке». Она представила собрание в Сенека-Фолсе в качестве своего политического дебюта и охарактеризовала его как начало движения за права женщин, назвав его «величайшим движением за свободу человека из тех, что записаны на страницах истории — это было требованием свободы для половины всей нации». Э. Стэнтон старалась сохранить значение Декларации чувств как основополагающего текста различными способами, не последним из которых является упоминание маленького трёхногого чайного столика, на котором был составлен черновик Декларации. Она сопоставляла его роль с ролью стола Томаса Джефферсона, на котором была написана Декларация независимости. Семья Макклинток передала этот стол Э. Стэнтон, которая затем подарила его С. Энтони по случаю её 80-летия, хотя С. Б. Энтони и не участвовала в конгрессе в г. Сенека-Фолс. В соответствии с желанием Э. Стэнтон видеть в этом столике символ правозащитники поставили его на почётное место у изголовья С. Энтони на её похоронах 14 марта 1906 года. Впоследствии он выставлялся на видное место на каждом наиболее важном собрании суфражисток вплоть до 1920 года, хотя претензии и резолюция по избирательному праву женщин были написаны не на нем. Столик хранится в Национальном музее американской истории Смитсоновского института в Вашингтоне, округ Колумбия.
Вспоминая в августе 1848 года о двух конгрессах по правам женщин, Лукреция Мотт дала им не более высокую оценку, чем другим проектам и миссиям, в которых она участвовала. Она писала, что эти два события были «весьма вдохновляющими; и есть надежда, что этой давно пренебрегаемой теме скоро начнут уделять то внимание, которого требует её важность».
Историк Герда Лернер отметила, что религиозные идеи являются основным источником Декларации чувств. Большинство женщин-участниц конгресса были активистками движений квакеров и евангельских методистов. Сама Декларация восходит к трудам евангельского квакера Сары Гримке, которая доказывала, опираясь на текст Библии, что Бог сотворил женщину равной мужчине, но мужчина узурпировал божественную власть, установив «абсолютную тиранию» над женщиной. По словам преподавателя Йельского университета Джами Карлачо, работы С. Гримке открыли глаза общественности на такие идеи, как права женщины, и впервые дали возможность подвергнуть сомнению традиционные представления о подчинённом положении женщины.